# NGC 382
NGC 382 je eliptická galaxie v souhvězdí Ryb. Její zdánlivá jasnost je 13,2m a úhlová velikost 0,7′ × 0,7′. Je vzdálená 240 milionů světelných let, průměr má 50 000 světelných let. Galaxii objevil 4. listopadu 1850 Bindon Blood Stoney, asistent Williama Parsonse.